# Larea
Larea (Larrea) je rod rostlin z čeledi kacibovité. Zahrnuje 5 druhů pryskyřičnatých keřů, rozšířených v suchých oblastech Severní a Jižní Ameriky. Larey mají jednolisté nebo zpeřené vstřícné listy a pětičetné pravidelné žluté květy. Larea trojzubá tvoří dominantní složku porostů na severoamerických pouštích, zbývající druhy rostou v jižní části Jižní Ameriky. Některé druhy larey jsou tradičně využívány jako léčivé rostliny.

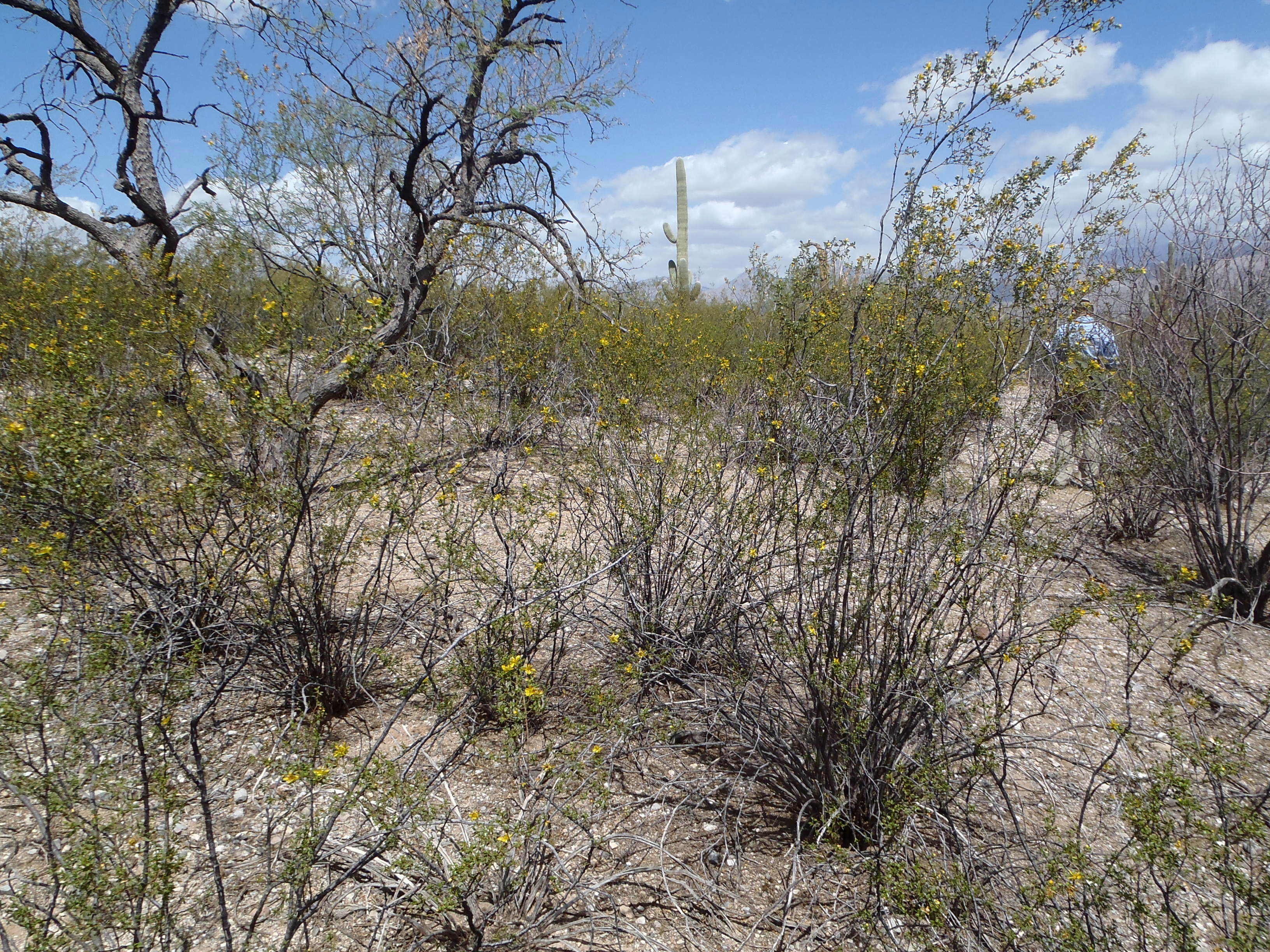
Porost larey trojzubé v Arizoně

## Popis
Zástupci rodu larea jsou pryskyřičnaté stálezelené keře se vstřícnými listy s vytrvalými palisty. Listy jsou jednolisté, dvoulisté až zpeřené. Květy jsou žluté, pětičetné, jednotlivé, vrcholové (zdánlivě úžlabní). Kalich i koruna jsou složené z 5 volných lístků. Tyčinek je 10. Semeník je krátce stopkatý, huňatý, srostlý z 5 plodolistů a se stejným počtem komůrek. Na jeho vrcholu je šídlovitá čnělka. Plod je rozpadavý na 5 jednosemenných oříšků.

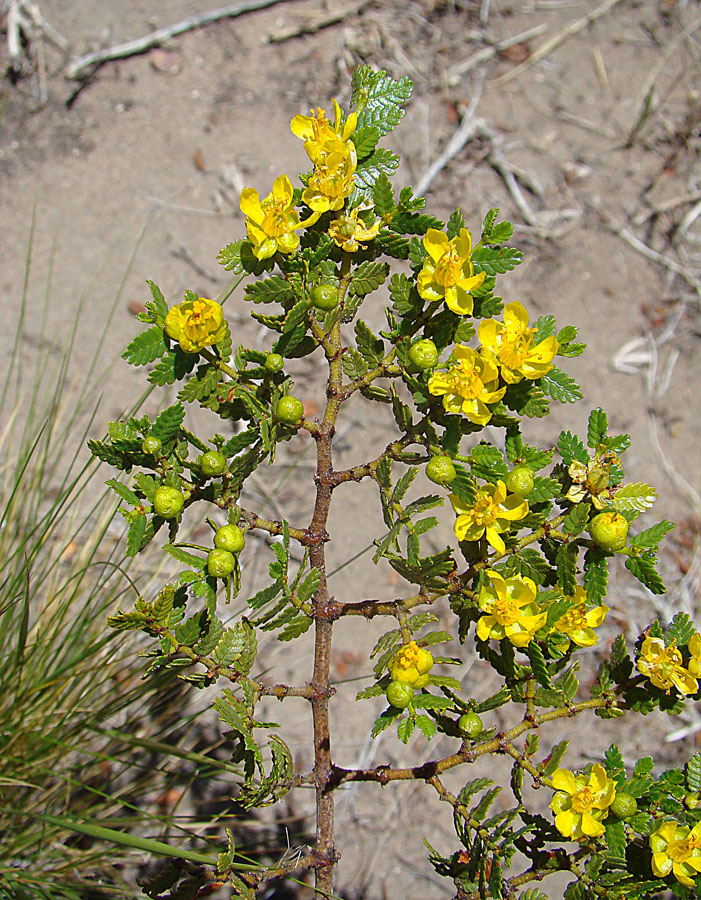
Larrea nitida
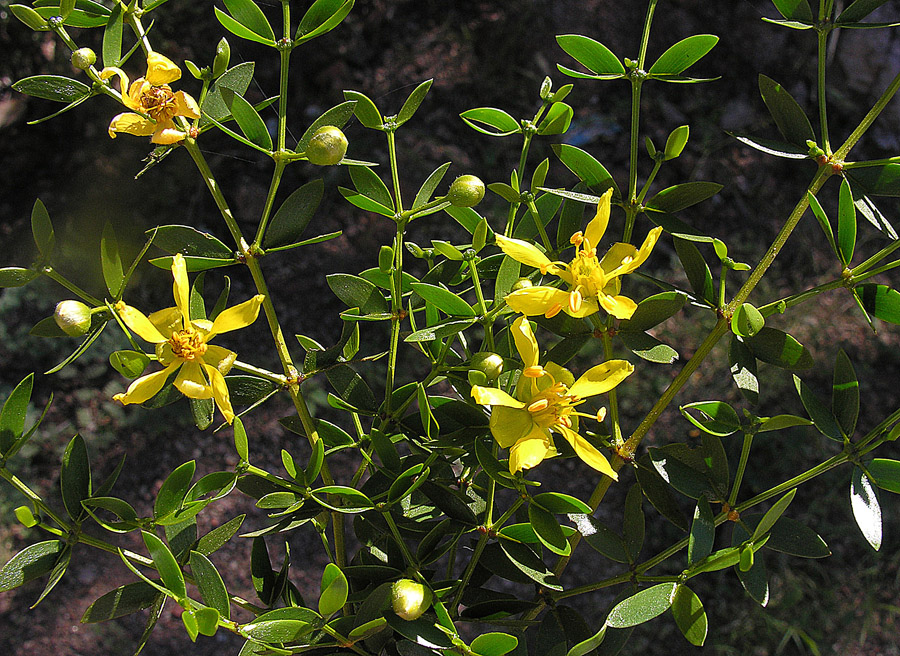
Larrea divaricata
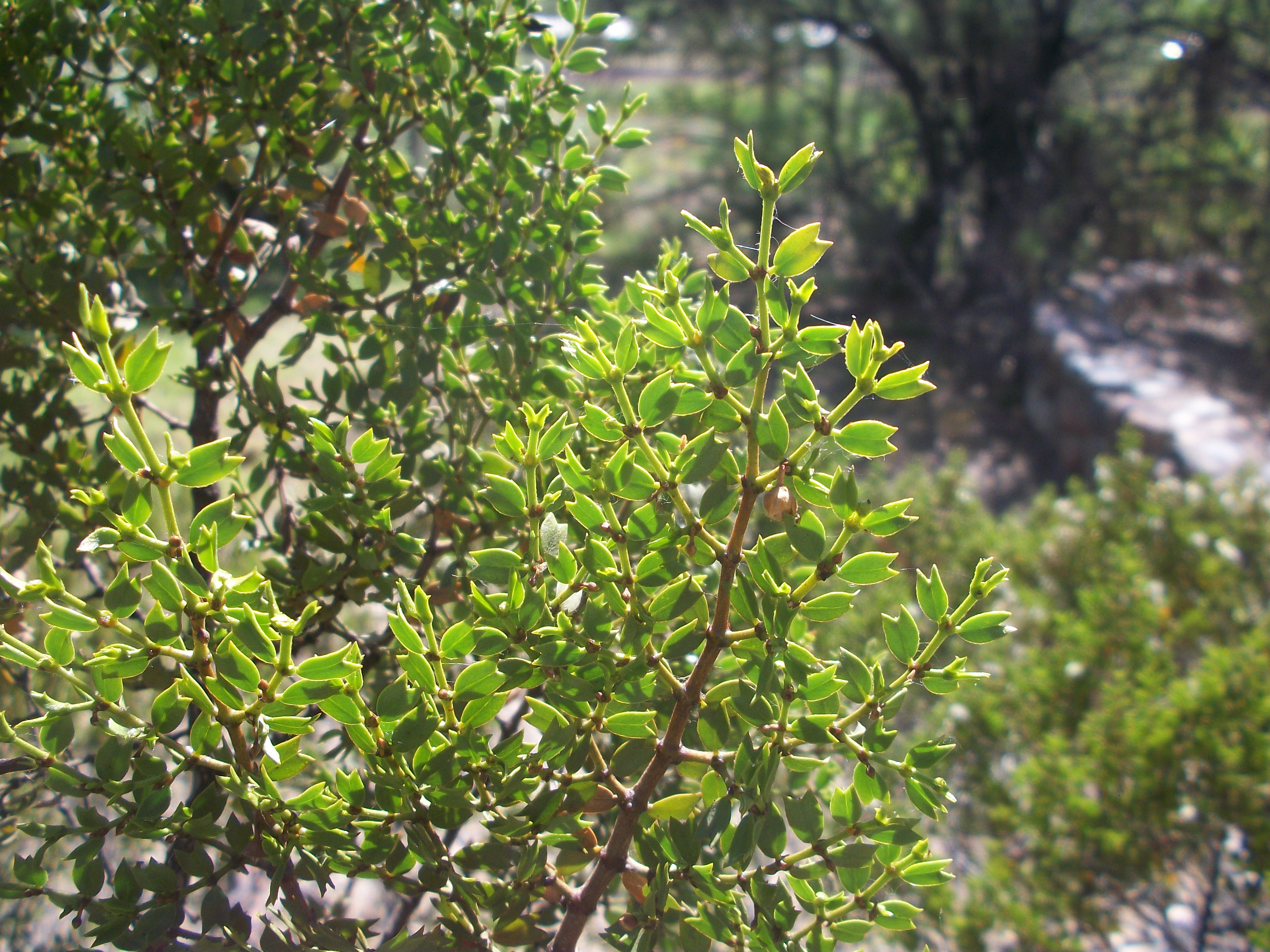
Larrea cuneifolia
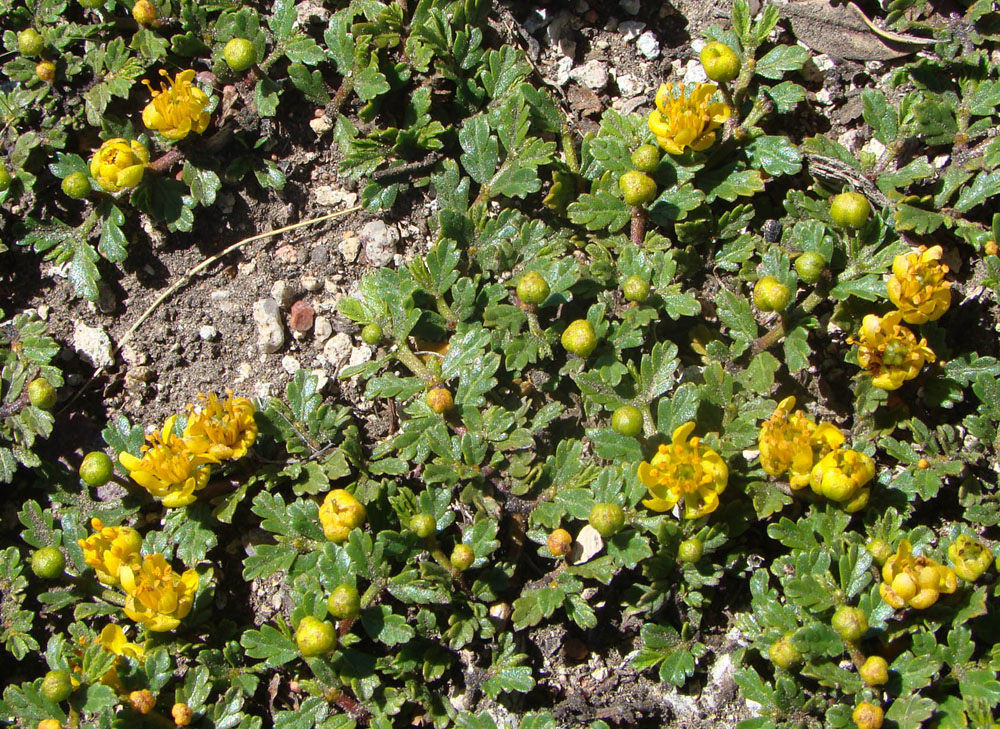
Larrea ameghinoi

## Rozšíření
Rod larea zahrnuje 5 druhů. Je rozšířen pouze v Severní a Jižní Americe.
Larea trojzubá (Larrea tridentata) je dominantní složkou pouštní vegetace v jihozápadních oblastech USA a v Mexiku. Je známa nejčastěji pod názvy creosote bush nebo chaparral. Podobný a blízce příbuzný druh Larrea divaricata je charakteristickou složkou suchých křovinatých porostů na jihozápadě Jižní Ameriky od Peru a Bolívie po Patagonii. Na jihu Jižní Ameriky rostou i zbývající druhy Larrea cuneifolia, Larrea nitida a Larrea ameghinoi.

## Obsahové látky
Z pryskyřice, pokrývající listy larey trojzubé, bylo izolováno celkem 19 flavonoidních aglykonů. Rostlina dále obsahuje flavonoidy, silice, lignany, sapogeniny a alkaloidy.

## Taxonomie
Rod Larrea je v rámci čeledi Zygophyllaceae řazen do podčeledi Larreoideae. Mezi příbuzné rody náleží Bulnesia, Guaiacum, Pintoa a Porlieria. Vývojové centrum tohoto rodu je v Jižní Americe, k přenosu na severní polokouli došlo pravděpodobně v pozdním neogénu. Druh Larrea tridentata se jako dominanta na Sonorských a Mohawských pouštích rozšířil v průběhu časného holocénu.

## Zástupci
- larea trojzubá (Larrea tridentata)

## Význam
Larea trojzubá (Larrea tridentata) má dlouhou historii využití jako léčivá rostlina a má silné antioxidační působení. V Mexiku je odvar z listů a větévek tradičně používán při onemocněních ledvin a při žlučníkových kamenech. V současnosti je jeho užívání omezeno, neboť bylo zjištěno, že dlouhodobé užívání poškozuje játra. Jihoamerický druh Larrea divaricata je tradičně používán zejména při revmatických onemocněních a proti zánětům.
U extraktu z této rostliny bylo zjištěno též protirakovinné a antimykotické působení.